# アッソロ (オリスターノ県)
アッソロ（イタリア語: Assolo）は、イタリア共和国サルデーニャ自治州オリスターノ県にある、人口約400人の基礎自治体（コムーネ）。

## 地理

### 位置・広がり

#### 隣接コムーネ
隣接するコムーネは以下の通り。括弧内のSUは南サルデーニャ県所属を示す。
- アルバジャーラ
- ジェノーニ (SU)
- ヌレーチ
- セーニス
- ヴィッラ・サンタントーニオ